# 吴林街道
吴林街道，是中华人民共和国山東省枣庄市峄城区下辖的一个乡镇级行政单位。

## 行政区划
吴林街道下辖以下地区：
杨楼社区、坝子社区、乱沟社区、大李楼社区、崔庄社区、王屯社区、七里店社区、车庄社区、苏埠社区、王庄社区、小屯社区、王楼社区、陈埠社区、曹家庄社区、吴林东社区、吴林西社区、三里庄社区、大埝社区、田楼社区、李庄社区、西潘安社区、东潘安社区、涝滩社区、米庄社区、大桥社区、北曹庄社区、贾庄社区、后土河社区、前土河社区、黄庄社区、天柱山社区、边官庄社区、南刘社区、转湾社区、谢山社区和肖桥社区。